# Daller Leopold
Daller Leopold (1635 – Németújvár, 1690. október 21.) jezsuita rendi hitszónok.

## Élete
15 éves korában lépett a rendbe. Húsz évig hitszónok volt és leginkább Pozsonyban és Sopronban a hittérítésben buzgólkodott. Több kötetre terjedő egyházi beszédeket hagyott hátra kéziratban.